# 315省道 (安徽省)
安徽省道315，小溪河至临淮关段原属 明亳路，临淮关至 烟汕线段原属 临叶路，是安徽省省道之一。 315省道起于滁州市凤阳县小溪河镇，沟通 宁洛高速、 101省道、 凤阳支线、 烟汕线和 235省道，终于蚌埠市怀远县唐集镇。途经凤阳县、蚌埠市区、怀远县。